# Channa marulius
Espèce
Statut de conservation UICN

 LC  : Préoccupation mineure
Channa marulius est une espèce d'Asie du sud classée comme potentiellement invasive aux États-Unis. C'est un gros poisson carnivore mesurant 1 m. Il se nourrit principalement de poissons. Sa chair est prisée.